# Willy Rösingh
Wilhelm "Willy" Hermann Conrad Enno Rösingh (ur. 2 grudnia 1900 w Amsterdamie; zm. 5 czerwca 1976 tamże) — holenderski wioślarz, złoty medalista olimpijski.
Wystąpił na igrzyskach olimpijskich w Paryżu w 1924, gdzie Holendrzy w składzie: Teun Beijnen i Willy Rösingh zdobyli złoty medal w dwójkach bez sternika. W wyścigu finałowym o 2,2 sekundy wygrali z Francuzami, Maurice'em Boutonem i Georgesem Piotem. Był to jego jedyny start olimpijski.
Rösingh zdobył również złoto w dwójkach ze sternikiem na mistrzostwach Europy w Zurychu (1924). Na tej samej imprezie wywalczył też srebro w dwójkach bez sternika. Ponadto zdobył srebrny medal w dwójkach ze sternikiem na mistrzostwach Europy w Como (1923).
Poza wioślarstwem uprawiał także łyżwiarstwo szybkie. W latach 1941 i 1942 brał udział w zawodach Elfstedentocht; w drugim występie zajął 18. miejsce.